# Verzadigde dampdruk
Met de verzadigde dampdruk wordt de partieeldruk bedoeld die behoort bij een gas dat in thermodynamisch evenwicht is met de gecondenseerde fase (dat wil zeggen vloeistof of vaste stof). Per tijdseenheid condenseren van een bepaalde stof dan evenveel gasmoleculen als dat er vloeistof of vaste-stofmoleculen verdampen. In die situatie is de chemische potentiaal voor de moleculen in de gasfase gelijk aan die van de gecondenseerde fase. De temperatuurafhankelijkheid van de verzadigde dampdruk wordt beschreven met de vergelijking van Clausius-Clapeyron.  